# Plesso di Auerbach

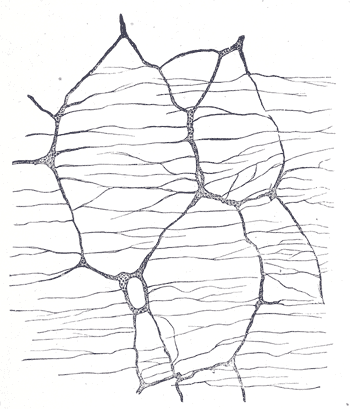
Plesso mioenterico di coniglio

Il plesso nervoso mioenterico o plesso di Auerbach è un plesso nervoso che fornisce innervazione motoria alla muscolaris externa del canale gastroenterico; è costituito da un intreccio di fibre nervose e da cellule gangliari. L'input è sia parasimpatico sia simpatico (sono presenti i gangli dell'innervazione parasimpatica, ma solo le fibre simpatiche raggiungono anche il plesso). Il plesso di Meissner invece ha solo fibre parasimpatiche, e fornisce innervazione alla mucosa più vicina al lume dell'intestino.
Il plesso di Auerbach insieme al plesso sottomucoso (di Meissner), sono connessi da una rete di fibre anastomotiche, che formano il sistema nervoso intramurale (o metasimpatico) del canale digerente. 
Il plesso mioenterico nasce dalle cellule del trigono vagale noto anche come nucleo dell'ala cinerea, ovvero il nucleo parasimpatico che dà origine al decimo nervo cranico (nervo vago), situato nel midollo allungato. Le fibre sono trasportate da entrambi i nervi vagali anteriori e posteriori. Il plesso mioenterico è il principale sistema nervoso del tratto gastrointestinale e ne controlla la motilità.
Secondo studi preclinici, il 30% dei neuroni del plesso mioenterico è composto da neuroni sensoriali enterici, pertanto il plesso di Auerbach ha anche una componente sensoriale.
Leopold Auerbach fu un neuropatologo, tra i primi a effettuare ricerche sul sistema nervoso con metodi di colorazione istologica.

## Struttura
Il plesso mionterico è una parte del sistema nervoso enterico che si trova tra gli strati longitudinali e circolari della muscolatura esterna del tratto gastrointestinale. Si trova nei muscoli dell'esofago, dello stomaco e dell'intestino.
I gangli hanno proprietà simili al sistema nervoso centrale, quindi contengono la glia, interneuroni, un piccolo spazio extracellulare, meccanismi sinaptici multipli e neurotrasmettitori multipli.
Il plesso mioenterico ha origine in un insieme di neuroni del midollo allungato che si trovano nella parte ventrale del tronco encefalico. Il nervo vago porta poi gli assoni a destinazione nel tratto gastrointestinale.

## Funzione
Il sistema nervoso enterico, di cui fa parte il plesso di Auerbach, è in grado di funzionare autonomamente, ma di solito, per garantire una normale funzione digestiva, richiede una comunicazione con il sistema nervoso centrale. Il sistema nervoso enterico contiene recettori sensoriali, neuroni afferenti primari, interneuroni e motoneuroni. Gli eventi controllati da questo sistema sono molteplici e comprendono l'attività motoria, la secrezione, l'assorbimento, la regolazione del flusso sanguigno e l'interazione con altri organi come la cistifellea e il pancreas. I collegamenti sono formati da fibre parasimpatiche e simpatiche che collegano il sistema nervoso centrale con quello enterico o direttamente con il tratto digestivo. Attraverso queste connessioni incrociate, l'intestino può fornire informazioni sensoriali al sistema nervoso centrale e il sistema nervoso centrale può influire sulla funzione gastrointestinale. Grazie alla connessione al sistema nervoso centrale i segnali provenienti dall'esterno possono essere trasmessi al sistema digestivo: ad esempio, la vista di cibo può stimolare la secrezione nello stomaco.

### Neurotrasmettitori
Il sistema nervoso enterico fa uso di oltre 30 diversi neurotrasmettitori, la maggior parte sono uguali a quelli usati dal sistema nervoso centrale, ad esempio acetilcolina, dopamina e serotonina. Più del 90% della serotonina e circa il 50% della dopamina del corpo umano si trovano nell'intestino. Attualmente la presenza della dopamina nell'apparato digerente è in fase di studio per migliorare la comprensione della sua utilità nel cervello. Il neuropeptide più studiato è noto come sostanza P, e ha la funzione di facilitare la produzione di saliva, le contrazioni della muscolatura liscia e altre risposte tissutali.

### Recettori
Dal momento che la maggior parte dei neurotrasmettitori del plesso sono in comune con il sistema nervoso centrale, i neuroni mioenterici esprimono sia i recettori per i neurotrasmettitori peptidici sia per quelli non peptidici (ammine, amminoacidi, purine). Generalmente, l'espressione di un recettore è limitata a un sottoinsieme di neuroni mioenterici, con l'unica eccezione dei recettori colinergici nicotinici che si trovano su tutti i neuroni mienterici. Un recettore oggetto di studi dal punto di vista terapeutico è stato il recettore 5-idrossitriptamina (5-HT4). L'attivazione di questo recettore presinaptico migliora la neurotrasmissione colinergica e può stimolare la motilità gastrointestinale.
Il sistema nervoso enterico ha recettori del gusto simili a quelli della lingua. Il recettore del gusto TAS1R3 e il recettore G per la gustducina sono i più comuni. Questi recettori percepiscono il sapore dolce sulla lingua e il glucosio nel sistema nervoso enterico, e aiutano a regolare la secrezione di insulina e altri ormoni responsabili del controllo del livello di zucchero nel sangue.

## Significato clinico
La malattia di Hirschsprung è una malattia congenita del colon in cui sono assenti le cellule nervose del plesso mioenterico nelle pareti. La malattia di Hirschsprung è una forma di ostruzione funzionale dell'intestino tenue dovuta al fallimento della migrazione caudale dei neuroblasti durante lo sviluppo dell'intestinoː questo si traduce in un'assenza di cellule gangliari intrinseche parasimpatiche sia nel plesso di Auerbach sia in quello di Meissner. L'intestino distale è aganglionico. È un disturbo raro (1:5000), con una prevalenza nei maschi quattro volte superiore a quella nelle femmine.
L'acalasia è un disturbo motorio dell'esofago caratterizzato dalla diminuzione della densità delle cellule gangliari nel plesso mioenterico. La causa della patologia è sconosciuta.
Il sistema nervoso enterico è noto come il "cervello dell'intestino", a causa delle sue somiglianze con il sistema nervoso centrale, quindi i ricercatori utilizzano biopsie del colon di pazienti con malattia di Parkinson per cercare di comprendere e gestire meglio la malattia. I pazienti con il morbo soffrono di stipsi grave a causa delle disfunzioni del tratto gastro-intestinale anni prima dell'insorgenza delle complicanze del movimento, tipiche della malattia di Parkinson.